# Euglossa anodorhynchi
Euglossa anodorhynchi is een vliesvleugelig insect uit de familie bijen en hommels (Apidae). De wetenschappelijke naam van de soort is voor het eerst geldig gepubliceerd in 2005 door Nemésio.